# Snow Dog
Snow Dog è un film del 1950 diretto da Frank McDonald.
È un western statunitense avventuroso con Kirby Grant, Elena Verdugo, Rick Vallin e Milburn Stone. È basato sul racconto del 1915 In the Tentacles of the North di James Oliver Curwood. Fa parte della serie di film con Kirby Grant e il suo cane Chinook realizzati per la Monogram Pictures.

## Produzione
Il film, diretto da Frank McDonald su una sceneggiatura di William Raynor e un soggetto di James Oliver Curwood (autore del racconto), fu prodotto da Lindsley Parsons per la Lindsley Parsons Picture Corporation e girato a Big Bear Lake e a Lake Arrowhead, San Bernardino National Forest, California, da metà aprile a fine aprile 1950. I titoli di lavorazione furono Tentacles of the North e Wolf Dog.

## Distribuzione
Il film fu distribuito negli Stati Uniti dal 16 luglio 1950 al cinema dalla Monogram Pictures.

## Promozione
Le tagline sono:
- ACTION, DANGER IN THE FAR NORTH!
- FANGS of FURY! Fighting dog vs. killer-wolf in the Northwest's wildest frontier saga!
- James Oliver Curwood's spine-tingling saga of the land of the killer-wolf!
- WILDES SAGE OF THE GREAT NORTHWEST FRONTIER! Fighting dog battles killer-wolf...as murder masks million-dollar pitchblende strike!
- RUTHLESS GANG AND KILLER-WOLF ON NORTHWEST TERROR RAMPAGE! A fortune at stake as Mountie & fighting dog defy the untamed fury of the last frozen frontier!